# Tu come stai
Tu come stai è un singolo del gruppo musicale italiano Zero Assoluto, pubblicato nel 2002 come primo estratto dal primo album in studio Scendi.

## Video musicale
Nel videoclip, diretto da Cosimo Alemà, il duo interpreta dei dottori che curano una paziente ferita. Il video è realizzato con oltre duemila scatti fotografici, è stato premiato come miglior montaggio al Meeting delle etichette indipendenti di Faenza.